# Dimitri Lavalée
Dimitri Dominique Lavalée (* 13. Januar 1997 in Soumagne) ist ein belgischer Fußballspieler. Der Innenverteidiger steht beim SK Sturm Graz unter Vertrag.

## Karriere
Seit er sieben Jahre alt war, spielte Lavalée für Jugendmannschaften von Standard Lüttich. Er wurde im vereinseigenen Ausbildungszentrum, der Académie Robert Louis-Dreyfus, gefördert. Seinen ersten Profivertrag mit einer Laufzeit von vier Jahren unterschrieb er im Oktober 2016. Zur Saison 2016/17 rückte der Verteidiger in den Kader der Erstligamannschaft auf, ohne jedoch eingesetzt zu werden.
Für die Saison 2018/19 wurde er dann in die niederländische Eerste Divisie an die MVV Maastricht ausgeliehen. Lavalée absolvierte 31 der 38 Zweitligaspiele und wurde mit Maastricht Zwölfter.
Nach seiner Rückkehr stand Lavalée im November 2019 in der Spielzeit 2019/20 zum ersten Mal in der Division 1A für Standard Lüttich auf dem Platz. Sein erstes Spiel für die Profimannschaft hatte er zuvor bereits am 24. Oktober 2019 im Auswärtsspiel der UEFA Europa League gegen Eintracht Frankfurt absolviert. Daneben kam er einmal für die Reservemannschaft zum Einsatz.
Zur Saison 2020/21 wechselte Lavalée in die Bundesliga zum 1. FSV Mainz 05. Er unterschrieb im Januar 2020 einen Vierjahresvertrag. Bei Mainz kam er in keinem Spiel für die Profimannschaft zum Einsatz und stand auch nur dreimal im Kader. Für die zweite Mannschaft kam er viermal in der viertklassigen Regionalliga Südwest zum Einsatz.
Mitte Januar 2021 wurde er zurück nach Belgien an den VV St. Truiden verliehen, um Spielpraxis zu sammeln. In der Saison 2020/21 bestritt er 11 von 13 möglichen Ligaspielen für St. Truiden sowie zwei Pokalspiele. In der Saison 2021/22 waren es 30 von 34 Ligaspielen mit einem Torerfolg sowie einem Pokalspiel. Bei drei der vier Spiele, bei denen er nicht eingesetzt wurde, war er gesperrt wegen der 5. bzw. 10 gelben Karte.
Nach Ablauf der Ausleihe hätte er zur Saison 2022/23 nach Mainz zurückkehren sollen. Mitte Juni 2022 wurde sein dauerhafter Wechsel zurück nach Belgien, diesmal zum KV Mechelen, vereinbart, wo er einen Vertrag mit einer Laufzeit von vier Jahren unterschrieb. In der Saison 2022/23 kam er zu 21 Einsätzen für Mechelen in Belgiens Oberhaus. Nach weiteren drei Einsätzen zu Beginn der Saison 2023/24 wurde er im September 2023 an den österreichischen Bundesligisten SK Sturm Graz verliehen. Bei Sturm etablierte er sich prompt als Abwehr-Allrounder und wurde schließlich im April 2024 fest verpflichtet und bis 2026 an den Verein gebunden.

## Erfolge
- Österreichischer Meister: 2024, 2025
- Österreichischer Cupsieger: 2024